# Mirijevo (Zvezdara)
Pour les articles homonymes, voir Mirijevo.
Mirijevo (en serbe cyrillique : Миријево) est un quartier de Belgrade, la capitale de la Serbie. Il fait partie de la municipalité de Zvezdara. En 2002, il comptait 36 590 habitants.
Mirijevo est familièrement connu sous le nom de Mičigen, « Michigan ».

## Localisation
Mirijevo est situé à 5 km à l'est du centre-ville de Belgrade, sur l'une des marges les plus orientales de la capitale serbe. Il est entouré par les quartiers de Ćalije au nord, Zvezdara à l'ouest et Mali Mokri Lug (Zeleno brdo) au sud.

## Géographie
Le quartier s'est développé dans la vallée du Mirijevski potok, un ruisseau qui se jette dans le Danube dans le quartier de Rospi Ćuprija. Le ruisseau coule entre la colline de Zvezdara à l'ouest (253 m), celles d'Orlovica (274 m), parfois désignée sous le nom d'Orlovača, au nord-est et celle de Stojčino (274 m) au sud. Le quartier se développe aujourd'hui principalement en direction du sud-est, la seule partie de la vallée qui n'est pas encore entièrement urbanisée.

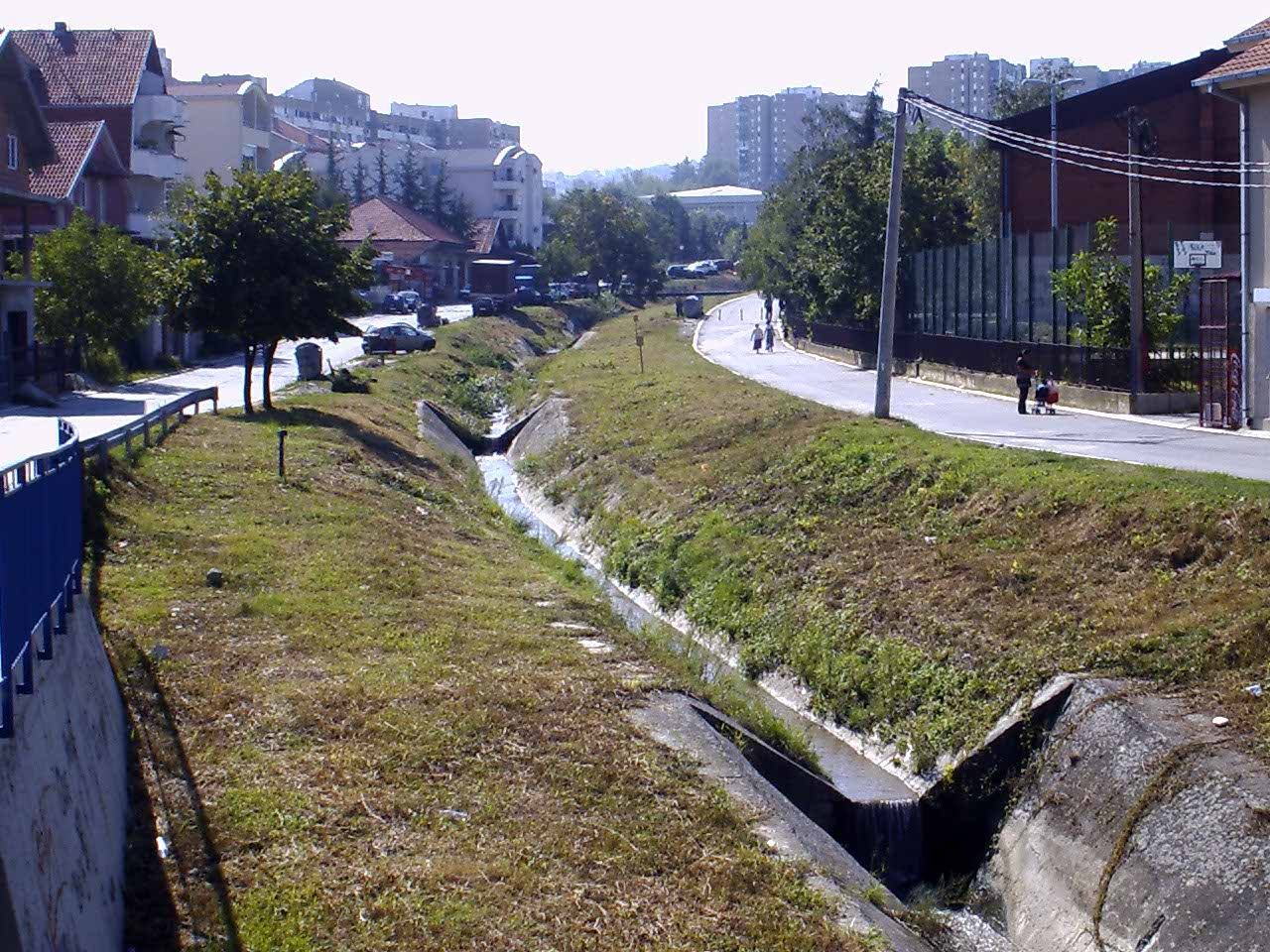
Le Mirijevski potok

## Histoire
Mirijevo constituait autrefois un village séparé, dans les faubourgs de Belgrade. En 1971, il a été rattaché à la municipalité de Zvezdara et intégré à la ville de Belgrade intra muros (uža teritorija grada) dont il est devenu une communauté locale (en serbe : Месна заједница et Mesna zajednica).

## Démographie
| 1921  | 1953  | 1971  | 1981   | 1991   | 2002   |
| ----- | ----- | ----- | ------ | ------ | ------ |
| 1 410 | 2 100 | 7 928 | 18 000 | 34 456 | 36 590 |

## Sous-quartiers

### Staro Mirijevo

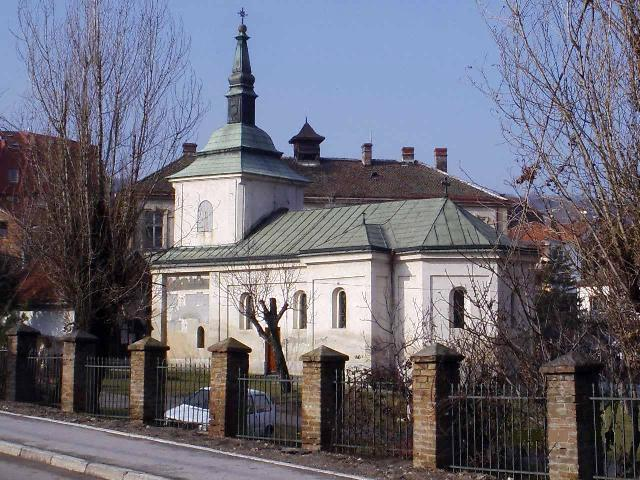
L'église Saint-Élie

Staro Mirijevo, le « Vieux Mirijevo », est la partie la plus ancienne du quartier. Elle est constituée de l'ancien village de Mirijevo et forme une communauté locale (mesna zajednica) à part entière. Cette communauté locale se situe au nord de l'ensemble de Mirijevo et s'étend sur les deux rives du Mirijevski potok. Staro Mirijevo est entouré par Ćalije au nord, Zvezdara à l'ouest, Orlovsko naselje au nord-est, Mirijevo II au sud et Mirijevo III au sud-est. Staro Mirijevo est un quartier résidentiel constitué de maisons individuelles. En 2002, il comptait 7 604 habitants. Les rues Jovanke Radaković et Vitezova Karađorđeve zvezde sont les rues principales du quartier. L'église orthodoxe serbe Saint-Élie est située en son centre.

### Novo Mirijevo
En 2002, Novo Mirijevo, le « Nouveau Mirijevo », comptait 28 986 habitants. Cette communauté locale est constituée par les quartiers de Mirijevo II, III et IV.

#### Mirijevo II
Mirijevo II est entouré par Staro Mirijevo au nord, Mirijevo III à l'est et Mali Mokri Lug au sud-ouest. La rue principale de Mirijevo II porte le nom de Mirijevski venac ; la rue Matice srpske constitue la limite méridionale de cet ensemble urbain. La partie centrale du quartier se caractérise par de grands immeubles résidentiels. En avril 2008, le secteur compris entre Mirijevski venac et Radivoja Markovića a été choisi pour devenir un parc[réf. nécessaire]

#### Mirijevo III
Mirijevo III, situé à l'est du quartier, est entièrement résidentiel. Il est délimité par les rues Matice srpske à l'ouest et Koste Nađa à l'est. Il est entouré par Mirijevo II à l'ouest et Mirijevo IV au sud-est.

#### Mirijevo IV
Mirijevo IV se trouve au sud-est de Mirijevo. Situé entre les rues Koste Nadja, Samuel Beckett et Mikhail Bulgakov, il est le plus grand des sous-quartiers de Mirijevo. L'école Pavle Savić (Koste Nađa 25), fondée en 1994, y est située.

### Orlovsko naselje
Orlovsko naselje (en serbe cyrillique : Орловско насеље) constitue l'extension nord-est de Mirijevo. Pour l'essentiel, il s'agit d'un bidonville peuplé de Roms. La rue principale du quartier porte le nom d'Orlovska, la « rue de l'aigle » ; elle conduit jusqu'à la colline d'Orlovača, la « colline de l'aigle ».

## Transports
Le quartier est desservi par les lignes d'autobus de la société GSP Beograd, notamment les lignes 20 (Mirijevo III - Veliki Mokri Lug), 27 (Trg Republike – Mirijevo III), ligne 27E (Trg Republike – Mirijevo IV), ligne 27L (Vukov spomenik – Mirijevo), ligne 46 (Gare principale – Mirijevo) et ligne 79 (Dorćol – Mirijevo IV).